# Genestrerio
Genestrerio é uma comuna da Suíça, no Cantão Tessino, com cerca de 863 habitantes. Estende-se por uma área de 1,47 km², de densidade populacional de 587 hab/km². Confina com as seguintes comunas: Bizzarone (IT-CO), Coldrerio, Ligornetto, Novazzano, Rancate, Stabio.
A língua oficial nesta comuna é o Italiano.